# Nebelgrind
Nebelgrind ist ein Filmdrama der Schweizer Regisseurin Barbara Kulcsar aus dem Jahr 2012. Die Fernsehproduktion basiert auf einem gemeinsamen Drehbuch der Autorinnen Josy Meier und Eveline Stähelin und handelt von einer Willisauer Bauernfamilie, die sich mit der Alzheimer-Erkrankung ihres verwitweten Vaters respektive Grossvaters Karli konfrontiert sieht.
Die Hauptrollen übernahmen Martin Rapold und Peter Freiburghaus, der nach über 20 Jahren erstmals wieder für eine Filmproduktion vor die Kamera trat. Der von ZodiacPictures Ltd. und vom Schweizer Fernsehen co-produzierte Film wurde am 15. April 2012 erstmals auf SF zwei ausgestrahlt. Das Schweizer Fernsehen nominierte Nebelgrind als seinen Beitrag für die Wettbewerbe des Fernsehfilmfestivals Baden-Baden und die Wahl zum 3sat-Zuschauerpreis 2012.

## Handlung
Bauer Jürg kann es nicht recht glauben: Seiner Frau Fränzi platzt der Kragen, und sie überlässt ihm für zwei Wochen die Kinder und den vergesslichen Vater Karli. Jürg bleibt nichts anderes übrig, als die Zügel in die Hand zu nehmen. Schnell wird ihm dabei bewusst, dass Fränzi Recht hatte und sein betagter Vater nicht einfach nur älter wird, sondern an Alzheimer erkrankt ist. Jürg steht vor der Herausforderung seines Lebens, und er lässt sich einiges einfallen, um seinen Vater dazu zu bringen, mitzuziehen.

## Rezeption
Die Programmzeitschrift TV Spielfilm beschrieb das Drama in ihrer TV-Rezension als «beeindruckende Studie einer Volkskrankheit» und schrieb: «Der melancholische, sehr berührende Film zeigt mit präzisem Blick und leisem Humor, was es heißt, wenn ein geliebter Mensch langsam im Nebel verschwindet.» Die Frankfurter Rundschau bewertete Nebelgrind als «sehenswert» und befand die Produktion als «einfühlsam in Szene gesetztes wie berührendes Familiendrama der Schweizer Regisseurin Barbara Kulcsar, die vor beeindruckender Naturkulisse zeigt, wie das Krankheitsbild Alzheimer das Leben einer ganzen Familie durcheinander bringt und gleichzeitig den schleichenden Verlust eines geliebten Menschen bedeutet». Der Film reihe sich damit in thematisch ähnlich gelagerte Filme wie Iris (2001) und An ihrer Seite (2006) ein.